# حارة المدرسة الفنية (صنعاء)

تعديل مصدري - تعديل

حارة المدرسة الفنية هي إحدى حارات حي الوحدة بمديرية الوحدة إحد مديريات العاصمة اليمنية صنعاء، بلغ تعداد سكانها 4117 نسمة حسب تعداد اليمن لعام 2004.